# Winter Game 2016
Match précédent
Le Winter Game 2016 est une rencontre de hockey sur glace organisée en plein air, comptant pour la saison 2016-2017 de Ligue Magnus, le championnat de France élite.
Il se déroule le 30 décembre 2016 au Parc OL de Lyon et oppose les Lions de Lyon aux Brûleurs de Loups de Grenoble.

## Contexte
Le 12 février 2016, le Lyon Hockey Club et l'Olympique lyonnais, en partenariat avec la mairie de la ville et la Fédération française de hockey sur glace (FFHG), annonce l'organisation d'une rencontre de hockey sur glace en plein air au Parc OL pour le 30 décembre 2016.
C'est la seconde du genre après celle disputée en décembre 2013 au Stade des Alpes.
Lors de l'annonce du calendrier de la saison 2016-2017 de Ligue Magnus le 27 juin 2016, la FFHG dévoile que les Lions de Lyon, relégués à l'issue de la saison 2015-2016 mais repêchés à la suite du désistement des Albatros de Brest, seront opposés aux Brûleurs de Loups de Grenoble. La rencontre est jouée dans le cadre de la 29e journée du championnat.

## Feuille de match
| 30 décembre 2016 | Lyon | 2-5 (1-2, 1-1, 0-2) | Grenoble | Parc OL, Lyon 25 182 spectateurs |

| Feuille de match | Feuille de match                                                                  | Feuille de match            | Feuille de match | Feuille de match                                                                               |
| ---------------- | --------------------------------------------------------------------------------- | --------------------------- | --- | ---------------------------------------------------------------------------------------------- |
|                  | Fleming (To-Landry, Kaspitz) — 2 min 22 s (SN) - Michel (Correia) — 22 min 30 s - | 1-0 1-1 1-2 2-2 2-3 2-4 2-5 | - Tartari (Baylacq) — 5 min 42 s (IN) Rohat (Arnaud, Nicolas Favarin) — 19 min 7 s - Rodman (Trabichet, Goličič) — 33 min 30 s (2 SN) Tartari (Baazzi, Kuralt) — 51 min 39 s (IN) Chouinard (Goličič, Rodman) — 58 min 37 s (CV) | Arbitrage : Jimmy Bergamelli et Geoffrey Barcelo Juges de lignes : Yann Furet et Joris Barcelo |
| Matija Pintarič  | Gardiens                                                                          | Lukáš Horák                 | | Arbitrage : Jimmy Bergamelli et Geoffrey Barcelo Juges de lignes : Yann Furet et Joris Barcelo |
| 14 min           | Pénalités                                                                         | 20 min                      | | Arbitrage : Jimmy Bergamelli et Geoffrey Barcelo Juges de lignes : Yann Furet et Joris Barcelo |
| 25               | Tirs                                                                              | 38                          | | Arbitrage : Jimmy Bergamelli et Geoffrey Barcelo Juges de lignes : Yann Furet et Joris Barcelo |

### Pénalités
| Période | Équipe | Joueur           | Penalté                | Temps | PIM   |
| ------- | ------ | ---------------- | ---------------------- | ----- | ----- |
| 1re     | GRE    | Baazzi           | Accrocher              | 1:53  | 2 min |
| 1re     | GRE    | Hardy            | Cinglage               | 4:38  | 2 min |
| 1re     | LYO    | Koblar           | Cinglage               | 6:05  | 2 min |
| 1re     | GRE    | Texier           | Obstruction            | 7:31  | 2 min |
| 1re     | LYO    | Pénalité de banc | Surnombre              | 10:54 | 2 min |
| 1re     | GRE    | Chouinard        | Accrocher              | 12:58 | 2 min |
| 2e      | GRE    | Miettinen        | Accrocher              | 25:34 | 2 min |
| 2e      | GRE    | Favarin          | Retard de jeu          | 26:58 | 2 min |
| 2e      | LYO    | Takac            | Obstruction            | 31:40 | 2 min |
| 2e      | LYO    | Kramar           | Dureté excessive       | 32:51 | 2 min |
| 2e      | GRE    | Chouinard        | Dureté excessive       | 36:09 | 2 min |
| 2e      | LYO    | Kramar           | Charge contre la bande | 39:45 | 2 min |
| 3e      | GRE    | Abramov          | Accrocher              | 41:22 | 2 min |
| 3e      | LYO    | To-Landry        | Trébucher              | 41:58 | 2 min |
| 3e      | GRE    | Goličič          | Crosse haute           | 43:24 | 2 min |
| 3e      | LYO    | Correia          | Faire trébucher        | 51:05 | 2 min |
| 3e      | GRE    | Hardy            | Faire trébucher        | 59:36 | 5 min |

## Effectifs
| #                        | Nat. | Joueur             | Position  |
| ------------------------ | ---- | ------------------ | --------- |
| 39                       |      | Sébastien Raibon   | Gardien   |
| 69                       |      | Matija Pintarič    | Gardien   |
| 5                        |      | Dominic Kramar     | Défenseur |
| 14                       |      | Jules Breton       | Défenseur |
| 32                       |      | Cédric Custosse    | Défenseur |
| 38                       |      | Thomas Roussel     | Défenseur |
| 51                       |      | Jakob Milovanovič  | Défenseur |
| 92                       |      | Matic Podlipnik    | Défenseur |
| 93                       |      | Quentin Mahier     | Défenseur |
| 95                       |      | Maxime Favre-Félix | Défenseur |
| 8                        |      | Roland Kaspitz     | Attaquant |
| 9                        |      | Scott Fleming      | Attaquant |
| 10                       |      | Sébastien Delemps  | Attaquant |
| 19                       |      | Quentin Berthon    | Attaquant |
| 20                       |      | Gregor Koblar      | Attaquant |
| 22                       |      | Miks Lipsbergs     | Attaquant |
| 31                       |      | Valentin Michel    | Attaquant |
| 49                       |      | Samuel Takac       | Attaquant |
| 61                       |      | Kevyn Richard      | Attaquant |
| 77                       |      | Julien Correia     | Attaquant |
| 88                       |      | Vikhael To-Landry  | Attaquant |
| 91                       |      | Artūrs Mickēvičs   | Attaquant |
| Entraîneur : Mitja Šivic |      |                    |           |

| #                        | Nat. | Joueur              | Position  |
| ------------------------ | ---- | ------------------- | --------- |
| 35                       |      | Antoine Bonvalot    | Gardien   |
| 61                       |      | Lukáš Horák         | Gardien   |
| 2                        |      | Sébastien Bisaillon | Défenseur |
| 4                        |      | Kyle Hardy          | Défenseur |
| 11                       |      | Aziz Baazzi         | Défenseur |
| 14                       |      | Nicolas Favarin     | Défenseur |
| 15                       |      | Stéphane Gervais    | Défenseur |
| 21                       |      | Quentin Scolari     | Défenseur |
| 57                       |      | Teddy Trabichet     | Défenseur |
| 10                       |      | David Rodman        | Attaquant |
| 13                       |      | Julien Baylacq      | Attaquant |
| 19                       |      | Antoine Torres      | Attaquant |
| 20                       |      | Alexandre Texier    | Attaquant |
| 25                       |      | Éric Chouinard      | Attaquant |
| 38                       |      | Boštjan Goličič     | Attaquant |
| 52                       | /    | Camilo Miettinen    | Attaquant |
| 73                       |      | Christophe Tartari  | Attaquant |
| 79                       | /    | Norbert Abramov     | Attaquant |
| 85                       |      | Sébastien Rohat     | Attaquant |
| 91                       |      | Mathias Arnaud      | Attaquant |
| 92                       |      | Anže Kuralt         | Attaquant |
| Entraîneur : Edo Terglav |      |                     |           |